# Hipolit Śliwiński

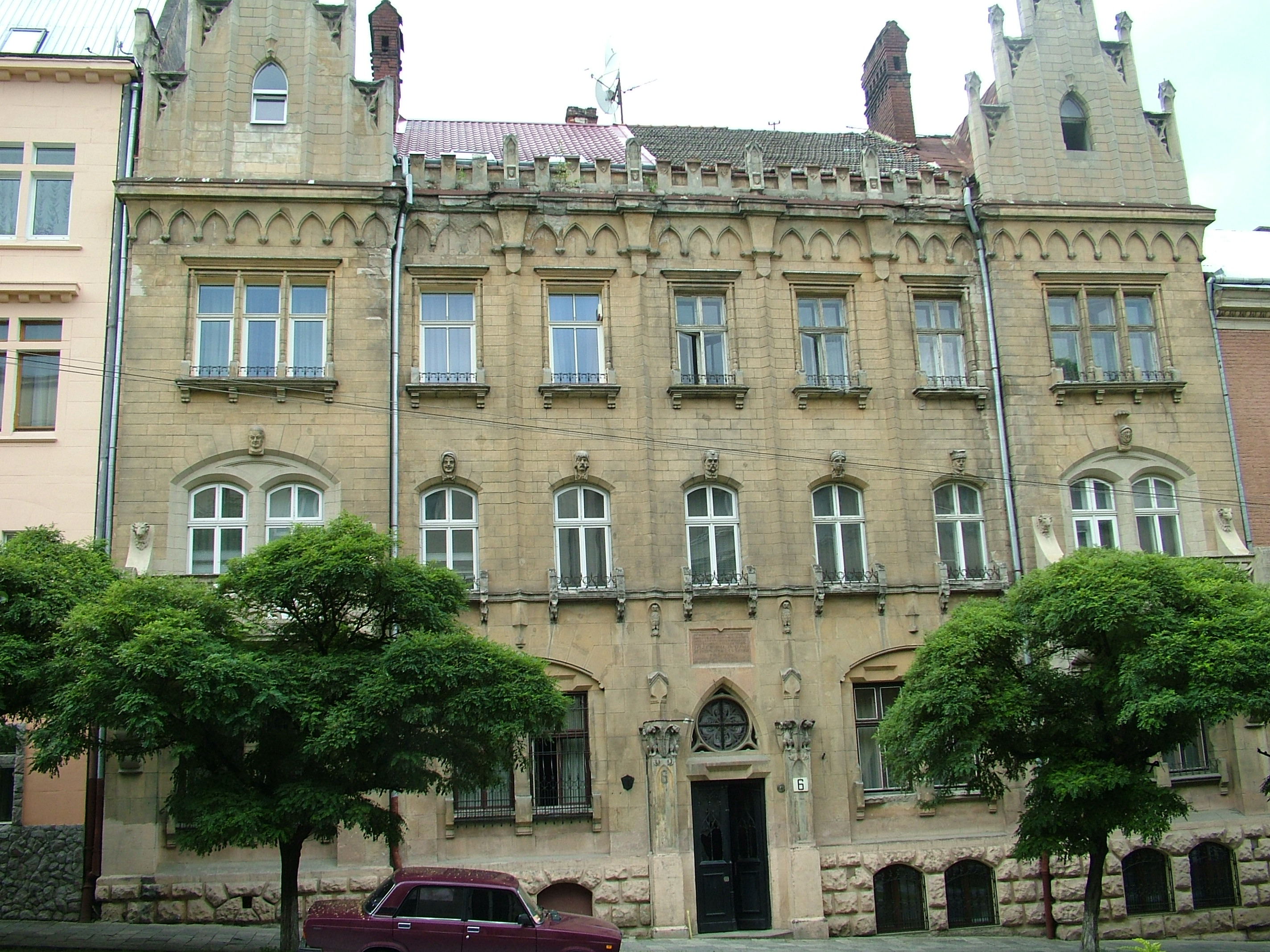
Kamienica Hipolita Śliwińskiego przy ul. Kadeckiej 6 we Lwowie

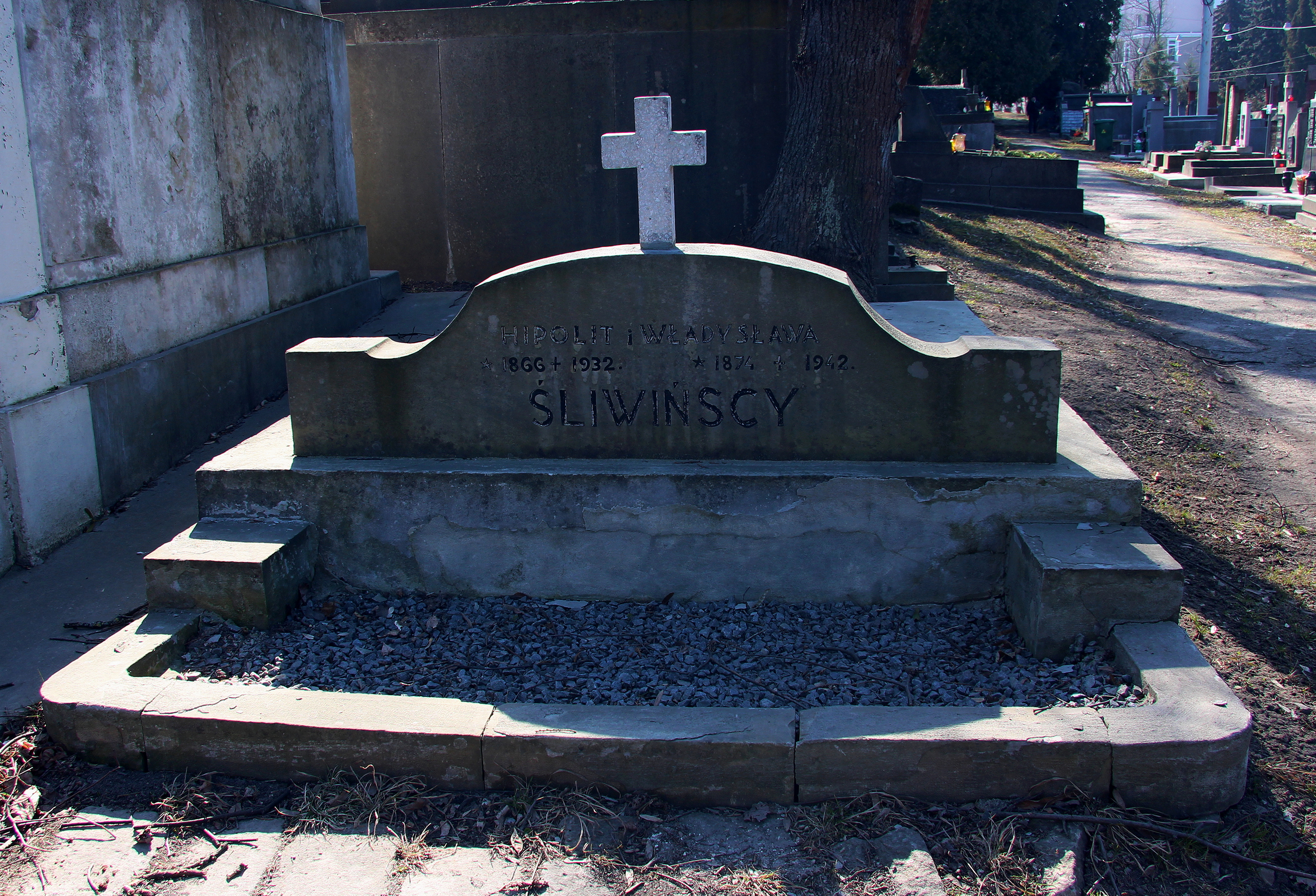
Grobowiec Hipolita Śliwińskiego

Hipolit Śliwiński (ur. 8 sierpnia 1866 w Gródku, zm. 11 czerwca 1932 we Lwowie) – polski architekt, polityk i działacz niepodległościowy, poseł na Sejm Ustawodawczy oraz na Sejm I kadencji w II RP, członek Wydziału Zjednoczenia Stanu Średniego w 1928 roku, członek tymczasowego zarządu Polskiego Skarbu Wojskowego w 1912 roku, wolnomularz we Lwowie w okresie zaborów.

## Życiorys
Jeden z organizatorów ruchu niepodległościowego w Galicji przed wybuchem I wojny światowej. Był członkiem Związku Walki Czynnej i Związku Strzeleckiego. Był także wydawcą i przewodniczącym spółki wydającej od 1901 lwowski dziennik „Wiek Nowy”.
W 1911 był współzałożycielem Stronnictwa Postępowo-Demokratycznego. Z jego ramienia wszedł w 1914 w skład Komisji Tymczasowej Skonfederowanych Stronnictw Niepodległościowych i Naczelnego Komitetu Narodowego. W 1914 roku był członkiem sekcji wschodniej Naczelnego Komitetu Narodowego. W jego kamienicy przy ulicy Kadeckiej 6, w latach 1908–1914, mieszkał i pracował podczas pobytu we Lwowie komendant główny Związku Walki Czynnej i Związku Strzeleckiego Józef Piłsudski wraz ze swoim sztabem.
W latach 1919–1927 był posłem na Sejm – początkowo z listy PSL Lewicy, następnie z ramienia PSL „Wyzwolenie”.
Został pochowany na Cmentarzu Łyczakowskim we Lwowie.